# کویانوو
کویانوو (انگلیسی: Kuyanovo) یک شهرک در شهرستان کالتاسینسکی استان باشقیرستان کشور روسیه است.